# Gestaltungsklage
Die Gestaltungsklage ist eine Klageart des deutschen Rechts. Sie dient der unmittelbaren Änderung der Rechtslage durch ein Urteil. Die Rechtsänderung tritt dabei mit Rechtskraft des Urteils automatisch ein und es bedarf keines zusätzlichen Aktes der Beteiligten. Die Gestaltungsklage ist meist statthaft, sofern die Rechtsänderung nicht von den Parteien selbst herbeigeführt, sondern nur durch Urteil erreicht werden kann.
Die Gestaltungsklage ist streng von den materiellen Gestaltungsrechten zu unterscheiden. Gestaltungsrechte können von jedermann ohne gerichtliches Verfahren ausgeübt werden.

## Zivilrecht
Zulässig ist die Gestaltungsklage nur in den gesetzlich vorgesehenen Fällen:

### Bürgerliches Gesetzbuch
- Bestimmung der Leistung nach § 319 I 2 BGB
- Klage auf Herabsetzung der Vertragsstrafe, § 343 Abs. 1 BGB

### Wohnungseigentumsgesetz
- Gestaltungsklage nach §21 Abs. IV i. V. m. §21 Abs. VIII WEG

### Gesellschaftsrecht

#### Aktiengesetz
- Nichtigkeitserklärung eines Beschlusses der Hauptversammlung einer AG, § 241 Nr. 5 AktG

### Kündigungsschutzgesetz
- Auflösung des Arbeitsverhältnisses auf Antrag des Arbeitnehmers oder Arbeitgebers, § 9 KSchG
- Auflösung des Arbeitsverhältnisses auf Antrag des Arbeitnehmers, § 13 KSchG

### Lebenspartnerschaftsgesetz
- Auflösung einer Lebenspartnerschaft, § 15 Abs. 1 LPartG

### Zivilprozessordnung (prozessrechtliche Gestaltungsklage)
- Abänderungsklage, § 323 ZPO
- Wiederaufnahme des Verfahrens, § 579, § 580 ZPO
- Vollstreckbarerklärung eines ausländischen Urteils nach § 722 ZPO
- Vollstreckungsabwehrklage, § 767, § 768 ZPO
- Prozessuale Gestaltungsklage nach § 767 Abs. 1 ZPO analog, § 767 ZPO analog
- Drittwiderspruchsklage, § 771 ZPO
- Klage auf vorzugsweise Befriedigung, § 805 ZPO
- Aufhebung eines Schiedsspruchs, § 1059 ZPO

## Allgemeines Verwaltungsrecht
Das öffentliche Recht kennt die Anfechtungsklage nach § 42 Abs. 1 1. Alt. VwGO als Mittel der Beseitigung von Verwaltungsakten.

## Steuerrecht
Die Finanzgerichtsordnung kennt die Anfechtungsklage als Gestaltungsklage (§ 40 Abs. 1 FGO). Das Gericht hebt den angegriffenen Verwaltungsakt selbst auf, wenn die Klage erfolgreich ist und gestaltet mithin die Rechtslage unmittelbar (§ 100 Abs. 1 FGO).